# Greenview (Illinois)
Greenview – wieś w Stanach Zjednoczonych, w stanie Illinois, w hrabstwie Menard.